# 雷佩隆
雷佩隆是哥倫比亞的城鎮，位於該國北部，由大西洋省負責管轄，距離首都波哥大86公里，面積330平方公里，海拔高度9米，受熱帶氣候影響，2005年人口22,196。

## 外部連結
- （西班牙文） Gobernacion del Atlantico - Repelón
- （西班牙文） Repelón official website （页面存档备份，存于）

10°33′N 75°08′W / 10.550°N 75.133°W